# 花月正春風
《花月正春風》是1986年中華電視台（華視）八點檔電視劇，播出時間是1986年4月3日至1986年5月14日，製作人是鄧育昆、鄧育慶，主演包括了藍毓莉、張瓊姿、石修、石峰、張魁、王珏、張柏舟、常楓、解淑珺、巴戈等人。
鄧育昆是在製作1985年華視連續劇《鐵劍蘭花鷹》之後就開始籌備製作《花月正春風》，直到1985年10月左右《花月正春風》才開始錄製。由於演員軋期情況嚴重，截至1986年1月初，《花月正春風》實際工作天只有七十多天，拍攝進度大受影響。1986年1月初，《花月正春風》製作人兼編劇鄧育昆表示，目前完成的只有十集，這是「慢工出細活」；而且外景單機部分佔了百分之七十到八十，也是錄製速度較慢的因素。鄧育昆表示，《花月正春風》強調陽剛氣和奮鬥精神，「這是一齣時裝的、鄉土的、社會寫實的連續劇，有人類奮鬥不屈的靈魂」，而且每個人都有不同的人生追求目標。
華視舉辦《花月正春風》試片會，播的是第一集，記者們看完之後全體要求續看第二集；看完第二集，不趕時間的記者還留下來續看第三集。甚少有一檔戲能在試片時即獲如此熱烈的反應，鄧育昆說：「以這個情形來推斷，觀眾們只怕不看。只要一看，就會欲罷不能。」提到如何讓張瓊姿在一夕之間演技精進，鄧育昆說：「我們曾花了很多時間去磨她，這也是《花月正春風》拍攝進度緩慢的原因之一；而她究竟是開竅了。」石峰認為《花月正春風》是他值得全心去演的一部好戲，尤其他演的角色真有得發揮，所以他才放棄了多部電影與連續劇的邀約，八、九個月來維持著平頭髮型，只演這麼一個角色。
2001年，民視八點檔連續劇《情義》及10年後的華視八點檔連續劇《艋舺燿輝》改編自本劇。

## 演員表
- 金曼雲 ─ 藍毓莉
- 葉依鳳 ─ 張瓊姿
- 羅華偉 ─ 石修
- 陳耀輝 ─ 石峰
- 林坤山 ─ 張魁
- 唐若舫 ─ 王珏
- 阿喜 ─ 張柏舟
- 王重九 ─ 常楓
- 范淑媛 ─ 解淑珺
- 羅安 ─ 鶴齡
- 范母 ─ 高幸枝
- 陳母 ─ 廖美
- 林父 ─ 盧廸
- 記者 ─ 張玉玲
- 法官 ─ 羅月亭
- 律師 ─ [[梁復龍] ]
- 熊五爺 ─ 羅斌
- 主持人 ─ 巴戈
- 阿勇哥 ─ 陳松勇